# 迪尔克·贝克
迪尔克·贝克（Dirk Baecker，1955年8月11日—）是德国社会学家，现为博登湖畔腓特烈港齐柏林大学文化理论和分析教席教授。
迪尔克·贝克1955年出生在德国巴登符腾堡州城市卡尔斯鲁厄。在科隆中学毕业后先后在科隆和巴黎攻读社会学和国民经济学，博士毕业后在德国比勒费尔德大学师从著名社会学家尼克拉斯·卢曼，获执教资格。
之后曾在斯坦福大学、约翰·霍普金斯大学和伦敦政治经济学院从事学术科研，1996年成为德国维藤-黑尔德克大学公司管理、经济伦理和社会变迁教席教授。2000年至2007年他为该校社会学教席教授。自2007年起他成为腓特烈港齐柏林大学文化理论和分析教席教授。迪尔克·贝克教授与他的妻子和两个孩子生活在柏林和巴塞尔。
迪尔克·贝克个人网页：http://www.dirkbaecker.com/ （页面存档备份，存于）